# Priyanka Goswami
Priyanka Goswami (ur. 10 marca 1996) – indyjska lekkoatletka specjalizująca się w chodzie sportowym, olimpijka.
Zajęła 17. miejsce w chodzie na 20 kilometrów na igrzyskach olimpijskich w 2020 w Tokio i 34. miejsce na tym dystansie na mistrzostwach świata w 2022 w Eugene.
Zdobyła srebrny medal w chodzie na 10 000 metrów na igrzyskach Wspólnoty Narodów w Birmingham.

## Osiągnięcia
Źródło: 
| Rok  | Impreza                                | Miejsce    | Konkurencja                 | Lokata      | Wynik    |
| ---- | -------------------------------------- | ---------- | --------------------------- | ----------- | -------- |
| 2016 | Drużynowe mistrzostwa świata w chodzie | Rzym       | chód na 20 km               | 70. miejsce | 1:40:04  |
| 2017 | Uniwersjada                            | Tajpej     | chód na 20 km               | –           | DQ       |
| 2021 | Igrzyska olimpijskie                   | Tokio      | chód na 20 km               | 17. miejsce | 1:32:36  |
| 2022 | Drużynowe mistrzostwa świata w chodzie | Maskat     | chód na 35 km               | 20. miejsce | 3:13:19  |
| 2022 | Mistrzostwa świata                     | Eugene     | chód na 20 km               | 34. miejsce | 1:39:42  |
| 2022 | Igrzyska Wspólnoty Narodów             | Birmingham | chód na 10 000 m            | 2. miejsce  | 43:38,83 |
| 2023 | Mistrzostwa Azji                       | Bangkok    | chód na 20 km               | 2. miejsce  | 1:34:24  |
| 2023 | Uniwersjada                            | Chengdu    | chód na 20 km               | 7. miejsce  | 1:40:39  |
| 2023 | Igrzyska azjatyckie                    | Hangzhou   | chód na 20 km               | 5. miejsce  | 1:43:07  |
| 2024 | Drużynowe mistrzostwa świata w chodzie | Antalya    | sztafeta mieszana w chodzie | 18. miejsce | 3:05:03  |
| 2024 | Igrzyska olimpijskie                   | Paryż      | chód na 20 km               | 41. miejsce | 1:39:55  |
| 2024 | Igrzyska olimpijskie                   | Paryż      | sztafeta mieszana w chodzie | –           | DNF      |

## Rekordy życiowe
Rekordy życiowe Goswami:
- chód na 5000 metrów (bieżnia) – 22:55,39 (16 grudnia 2017, Mangalagiri)
- chód na 10 000 metrów (bieżnia) – 43:38,43 (6 sierpnia 2022, Birmingham), rekord Indii
- chód na 10 kilometrów – 45:47 (16 maja 2022, Madryt)
- chód na 20 000 metrów (bieżnia) – 1:37:00,15 (22 sierpnia 2019, Pune)
- chód na 20 kilometrów – 1:28:45 (13 lutego 2021, Ranchi), rekord Indii
- chód na 35 kilometrów – 3:13:19 (5 marca 2022, Maskat), rekord Indii